# 馬查科斯郡

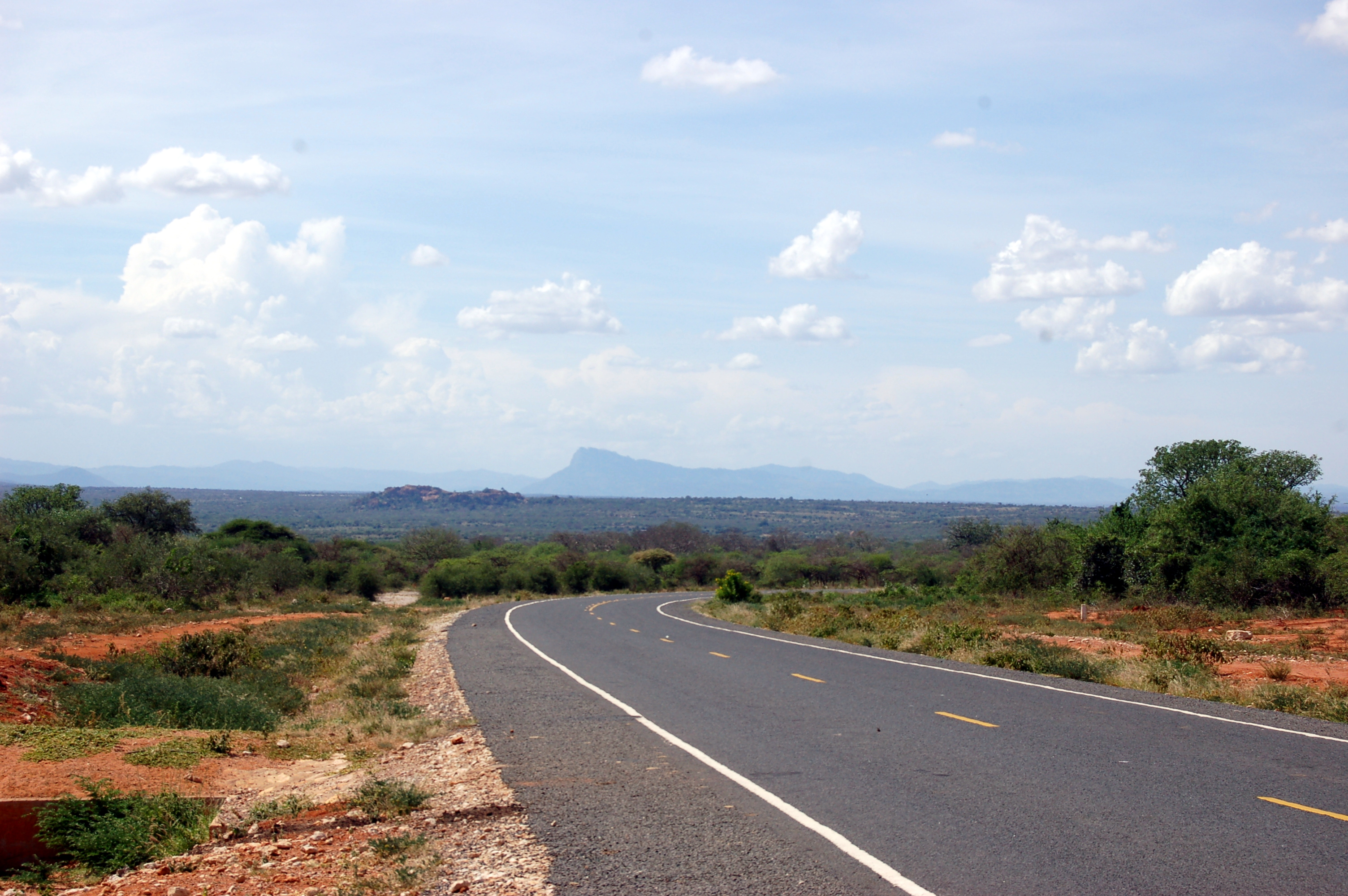

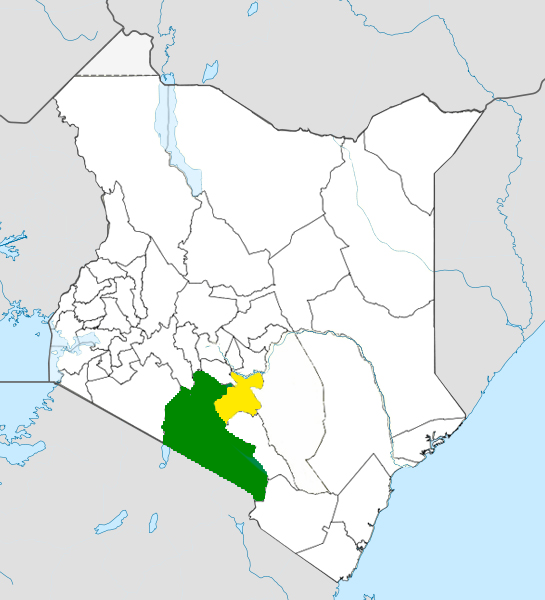

馬查科斯郡是肯尼亞的一個郡，位於該國東部，由東部省負責管轄，首府設於馬查科斯，始建於2013年3月4日，面積5,953平方公里，海拔高度1,138米，2009年人口1,098,584，人口密度每平方公里184.5人。